# Valentin Gerhardus
Valentin Gerhardus (* 16. Juli 1997 in München) ist ein deutscher Jazz- und Improvisationsmusiker (Piano, Elektronik, Komposition).

## Leben und Wirken
Gerhardus erhielt seit dem siebten Lebensjahr klassischen Klavierunterricht. 2014 war er Preisträger beim Bundeswettbewerb Jugend jazzt. Zwischen 2015 und 2020 studierte er Jazzpiano an der Hochschule für Musik und Theater „Felix Mendelssohn Bartholdy“ Leipzig bei Michael Wollny.
Bereits während des Studiums entwickelte Gerhardus ein Interesse für elektronische Musik und beschäftigte sich viel mit improvisatorischen Ansätzen in der sogenannten experimentellen Musik und dem Verhältnis von akustischen zu elektronischen Klängen. Mit Tau5 (Philipp Gropper, Philip Zoubek, Nick Dunston und Moritz Baumgärtner) spielte er 2021/22 einige Konzerte. Alfred Vogel holte ihn in das Quartett Into the Big Wide Open, Asger Nissen in sein Quartett Nissen Mosh, mit dem er das gleichnamige Album (2023) vorstellte. Gemeinsam mit dem Bassisten Felix Henkelhausen und dem Schlagzeuger Marius Wankel bildete er das kollaborative Klaviertrio Fare, das 2024 bei Enja zwei Alben unter dem Tiel Ant Mills veröffentlichte. Weiterhin spielte er mit Roy Nathanson, Matthias Bauer, Wanja Slavin, Peter Bruun, Uli Kempendorff, Andromeda Mega Express Orchestra, Johannes Enders, Tony Lakatos, Ludwig Wandinger, trngs, Evi Filippou, Alex Dawo und Leif Berger. Außerdem verfasste er Filmmusiken und ist auch als Laptop-Musiker tätig.